# Мартен Тер'є
Мартен Тер'є (фр. Martin Terrier, нар. 4 березня 1997, Армантьєр) — французький футболіст, нападник клубу «Ренн».
Виступав, зокрема, за клуби «Ліон», «Лілль» та «Страсбур», а також молодіжну збірну Франції.

## Клубна кар'єра
Народився 4 березня 1997 року в місті Армантьєр. Вихованець футбольної школи клубу «Лілль».
У дорослому футболі дебютував 2015 року виступами за команду клубу «Лілль-2», в якій провів два сезони, взявши участь у 29 матчах чемпіонату. 
Своєю грою за цю команду привернув увагу представників тренерського штабу клубу «Лілль», до складу якого приєднався 2016 року. Відіграв за команду з Лілля наступний сезон своєї ігрової кар'єри.
У 2017 році був орендований «Страсбуром», у складі якого провів наступний рік своєї кар'єри гравця. 
До «Ліона» повернувся 2018 року. Станом на 18 вересня 2019 року відіграв за команду з Ліона 36 матчів у національному чемпіонаті.

## Виступи за збірні
У 2017 році залучався до складу молодіжної збірної Франції. На молодіжному рівні зіграв у 9 офіційних матчах, забив 8 голів.

## Статистика виступів

### Статистика клубних виступів
| Сезон               | Команда             | Чемпіонат           | Чемпіонат | Чемпіонат | Національний кубок | Національний кубок | Національний кубок | Континентальні кубки | Континентальні кубки | Континентальні кубки | Інші змагання | Інші змагання | Інші змагання | Усього | Усього |
| Сезон               | Команда             | Ліга                | Ігор      | Голів     | Ліга               | Ігор               | Голів              | Ліга                 | Ігор                 | Голів                | Ліга          | Ігор          | Голів         | Ігор   | Голів  |
| ------------------- | ------------------- | ------------------- | --------- | --------- | ------------------ | ------------------ | ------------------ | -------------------- | -------------------- | -------------------- | ------------- | ------------- | ------------- | ------ | ------ |
| 2015–16             | «Лілль-2»           | ЧФ                  | 17        | 2         | КФ+КЛ              | 0+0                | 0                  | -                    | -                    | -                    | -             | -             | -             | 17     | 2      |
| 2016–17             | «Лілль-2»           | ЧФ                  | 12        | 4         | КФ+КЛ              | 0+0                | 0                  | -                    | -                    | -                    | -             | -             | -             | 12     | 4      |
| Усього за «Лілль-2» | Усього за «Лілль-2» | Усього за «Лілль-2» | 29        | 6         |                    |                    |                    |                      |                      |                      |               |               |               | 29     | 6      |
| 2016–17             | «Лілль»             | Л1                  | 11        | 1         | КФ+КЛ              | 3+1                | 1+0                | -                    | -                    | -                    | -             | -             | -             | 15     | 2      |
| 2017–18             | «Страсбур»          | Л1                  | 25        | 3         | КФ+КЛ              | 3+1                | 1+0                | -                    | -                    | -                    | -             | -             | -             | 29     | 4      |
| 2018–19             | «Ліон»              | Л1                  | 32        | 9         | КФ+КЛ              | 5+2                | 1+1                | ЛЧ                   | 3                    | 0                    | -             | -             | -             | 42     | 11     |
| Усього за кар'єру   | Усього за кар'єру   | Усього за кар'єру   | 97        | 19        |                    | 15                 | 4                  |                      | 3                    | 0                    |               | -             | -             | 115    | 23     |

## Титули і досягнення
- Володар Суперкубка Німеччини (1):

«Баєр 04»: 2024